# Povijest Eritreje
Povijest Eritreje seže duboko u prošlost. Strateški položaj na južnom kraju Crvenoga mora s izravnim pogledom na obalu Arapskoga poluotoka bilo je prestižno područje kroz stoljeća. Domorodci su se borili za pravo nad tim područjem s raznim europskim i azijskim osvajačima. Ime Eritreja potječe od antičkoga imena za Crveno more - "Mare Erytareum".

## Rana povijest
Godine 1995., na području Eritreje nađeni su ostaci najstarijih velikih čovjekolikih majmuna prije milijun godina, koji su bili poveznica prema Homo erectusu. Vjeruje se, da su prvi ljudi prolazili kroz Eritreju u naseljavanju Staroga svijeta.
Najraniji stanovnici Eritreje došli su s područja Nila prije oko 6,000 godina. Tijekom sljedećeg tisućljeća, Eritreja je doživjela valove migracije nilskih naroda, Etiopljana i semita u jednome od prvih područja na svijetu, gdje su se uzgajali usjevi i pripitomljavale životinje. Već u trećem tisućljeću prije Krista, narod Eritreje bio je uključen u trgovinu na Crvenom moru. 
Kraljevstvo Damot ili D'mt bilo je kraljevstvo koje se nalazilo na tlu današnje Eritreje i sjeverne Etiopije od 8. st. do 7. st. pr. Kr. Kako postoji svega nekoliko povijesnih zapisa o Kraljevstvu Damot, a i vrlo malo arheoloških tragova (do sada) o Damotu se vrlo malo zna. Čak nije ni jasno je li Damot kao civilizacija završio pretopivši se u Kraljevstvo Aksum, ili je bio samo jedna od manjih država od kojih je nastalo Kraljevstvo Aksum oko početka naše ere.
Smješteno u sjevernoj Etiopiji i Eritreji, Kraljevstvo Aksum bilo je duboko vezano uz trgovinu između Indije i Sredozemlja. Aksum je iskoristio promjenu rimskih pomorskih puteva prema Indiji. Ta promjena dogodila se negdje oko početka naše ere. Stariji plovni putevi išli su do Perzijskog zaljeva, jer se plovidba odvijala samo uz obalu, tako su se koristile brojne usputne luke i na kraju karavanski putevi, kojima se roba dostavljala do Levanta.
Crveno more je u tom vremenu bilo od sekundarnog značaja, negdje oko 100. pr. Kr. počela se koristiti nova pomorska ruta od Egipta do Indije preko Crvenog mora, na njoj su se mogli koristili monsunski vjetrovi da se prebrodi Arapsko more i dopre do južne Indije. Negdje oko 100. godine, obujam prometa po Crvenom moru se dramatično povećao, jer je narasla rimska potražnja za egzotičnim robama. U 16. stoljeću, Eritreja je pripojena Osmanskom Carstvu.

## Kolonizacija
Italija je postupno širila autoritet na teritoriju Eritreje pripajajući luke Assab 1882., Massawu i Beil 1885., Asmaru i Keren 1889., pokušavajući prodrijeti dublje u Etiopiju. Talijanska Eritreja uspostavljena je 1. siječnja 1890. i trajat će do kraja Drugog svjetskog rata, kada su vlast preuzele britanske snage. 
Britanska vlast nad Eritrejom, trajat će u razdoblju 1941. – 1952., kada je Eritreja pripojena Etiopiji kao autonomna pokrajina. Eritrejski rat za nezavisnost (1. rujna 1961. – 29. srpnja 1991.) bio je sukob između etiopske vlade i eritrejskih separatista, prije i tijekom Etiopskog građanskog rata. Rat je započeo, kada je eritrejska autonomija unutar Etiopije, gdje su već bile smještene vojne snage, jednostrano ukinuta. Rat je trajao 30 godina sve do 1991., kada je Eritrejski narodnooslobodilački front (EPLF), pobijedio etiopske snage u Eritreji i preuzeo kontrolu nad zemljom. U travnju 1993., na referendumu, stanovnici Eritreje glasovali su gotovo jednoglasno u korist nezavisnosti s 99.79%. Formalno međunarodno priznanje samostalne i suverene Eritreje dogodilo se kasnije iste godine. 

## Osamostaljenje
Eritrejsko-etiopski rat bio je oružani sukob između Eritreje i Etiopija između 1998. i 2000. Razlog rata bio je konflikt oko granice između novopriznate države Eritreje i Etiopije, i suprotnosti iz građanskog rata koji je završen 1991. Sukob je prerastao u rovovski rat. Obje strane postigle su dogovar o primirju. U prosincu 2000. dolazi do potpisivanja mirovnog ugovora u Alžiru. Pretpostavlja se da je u ratu poginulo najmanje 100 000 vojnika, 19 000 eritrejskih vojnika i nepoznat broj etiopskih. Etiopija nije nikada objavila službeni broj poginulih. Osim toga Etiopija je okupirala četvrtinu Eritreje, uništila veliki dio eritrejske infrastrukture a oko 500 000 Eritrejaca postali su beskućnici. 
Gospodarstvo Eritreje doživjelo je značajan rast u posljednjih nekoliko godina. U 2011., BDP je porastao za 8,7 posto, što ga čini jednim od najbrže rastućih gospodarstava u svijetu.